# Atracción peculiar
Atracción peculiar es una película argentina dirigida por Enrique Carreras que se estrenó el 3 de marzo de 1988, protagonizada por los dos capocómicos del momento, Alberto Olmedo y Jorge Porcel.
Esta película, rodada en la temporada 1987/88 en Mar del Plata, fue la última que realizó Alberto Olmedo. Fue estrenada el 3 de marzo de 1988. Dos días después, el 5 de marzo, el actor falleció trágicamente en dicha ciudad, cayendo al vacío desde el balcón de una torre de departamentos

## Sinopsis
Jorge Trolombatti (Porcel) trabaja en la revista Tevelunga, y el director editorial quiere hacer una nota sobre la reciente llegada en masa de travestis al verano de Mar del Plata. Para ello contrata a un afeminado fotógrafo homosexual llamado Amatisto (Olmedo) y le pide a Jorge que trabaje con Amatisto para mezclarse en el ambiente de las fiestas que se están realizando en la ciudad sin despertar sospechas, para poder así hacer la nota «top» del verano. Jorge no quiere saber nada, pero obligado por su jefe termina accediendo, por lo cual el dúo viaja rumbo a la "Ciudad Feliz" mientras que, sin que ellos lo sepan, otros dos compañeros de la misma revista son enviados (también a regañadientes) a controlar el trabajo que hagan Jorge y el fotógrafo. Apenas Jorge y Amatisto llegan a Mar del Plata comienzan los más cómicos e inesperados enredos, mientras la temporada de verano está en pleno apogeo, y a medida que se infiltran cada vez más adentro del ambiente de travestis, algo "raro" empiezan a sospechar, llegando a un final a pura acción y carcajadas.

## Reparto
| Actor                  | Personaje                                |
| ---------------------- | ---------------------------------------- |
| Alberto Olmedo         | Amatisto ("Chicha") o Agente especial JJ |
| Jorge Porcel           | Jorge Trolombatti                        |
| Pablo Codevila         | Lorenzo Chávez                           |
| Adolfo García Grau     | Vicente Galápagos                        |
| Tincho Zabala          | Francisco Barlovento                     |
| Beatriz Taibo          | Catalina de Barlovento                   |
| Silvia Pérez           | Zulema                                   |
| Ignacio Quirós         | Luis María ("Tota" / "Porota")           |
| Beatriz Salomón        | July                                     |
| Judith Gabbani         | Peggy                                    |
| Ana María Ricci        | Betty                                    |
| Sergio Velasco Ferrero | Cronista de televisión                   |
| Edgardo Mesa           | Presentador de televisión                |
| Aldo Bigatti           | Gerente de hotel                         |
| Rodolfo Machado        | Capitán de barco                         |
| Adrián Martel          | Novio                                    |
| Sandra Villarruel      | Novia                                    |
| Nya Quesada            | Vendedora de tienda de ropa              |
| Juan Gabriel Altavista | Mozo bar del hotel (cameo)               |